# Stromeferry
Stromeferry (Schots-Gaelisch: Port an t-Sròim) is een dorp aan de westkust van de Schotse lieutenancy Ross and Cromarty in het raadsgebied Highland op de zuidelijke oever van Loch Carron.
Stromeferry wordt bediend door een spoorwegstation op de Kyle of Lochalsh Line.
Hoewel de naam van Stromeferry anders doet vermoeden vaart er al sinds 1970 geen ferry meer van of naar Stromeferry.